# Gerhard Maier (Theologe)

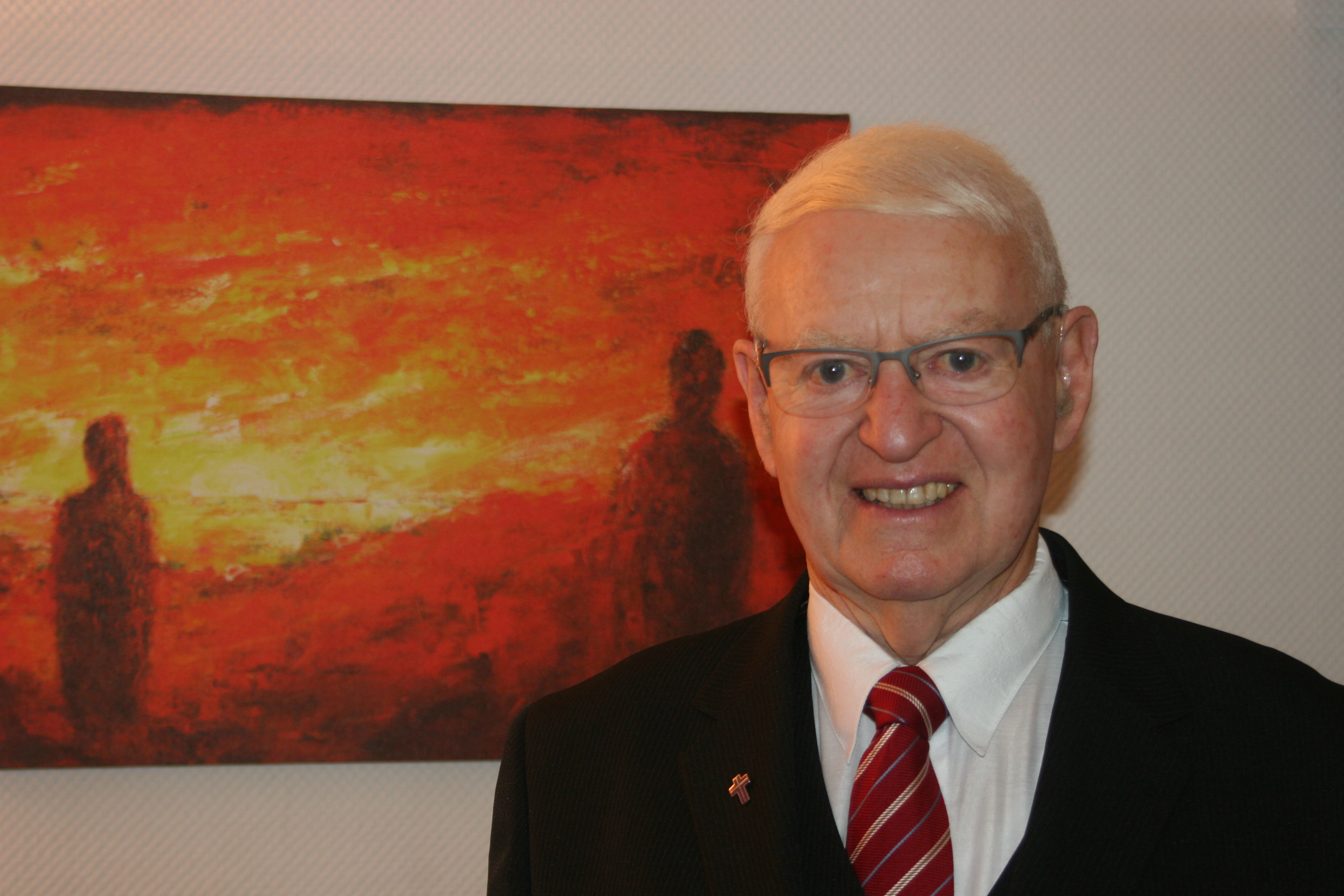
Gerhard Maier 2013

Gerhard Maier (* 30. August 1937 in Ulm) ist ein deutscher evangelischer Theologe pietistischer Prägung und Jurist. Er war von 1980 bis 1995 Rektor des Albrecht-Bengel-Hauses und von 2001 bis 2005 Landesbischof der Evangelischen Landeskirche in Württemberg.

## Leben und Wirken
Gerhard Maier studierte zunächst Rechtswissenschaft. Dieses Studium schloss er mit der Ersten Juristischen Staatsprüfung ab. Danach studierte er Kunstgeschichte, wechselte jedoch und studierte Evangelische Theologie. Von 1966 bis 1968 war er wissenschaftlicher Assistent an der Evangelisch-Theologischen Fakultät Tübingen. 1969 promovierte er als Schüler von Otto Michel im Fach Neues Testament mit seiner Dissertation über das Thema Mensch und freier Wille.
Sein Vikariat und erstes Pfarramt verbrachte er von 1968 bis 1973 in Baiersbronn im Schwarzwald. Anschließend wurde er Studienleiter am Albrecht-Bengel-Haus in Tübingen-Derendingen und war von 1980 bis 1995 dessen Rektor. Von 1971 bis 1977 und 1983 bis 1995 war er Mitglied der württembergischen evangelischen Landessynode. Er hatte den Vorsitz des Ausschusses für Kirche, Gesellschaft und Öffentlichkeit von 1983 bis 1995 inne. 1995 wurde er zum Prälaten in Ulm auf die dortige Prälatur und damit auch zum Mitglied des Oberkirchenrates gewählt. Vom 29. April 2001 bis zum 23. Juli 2005 war er Landesbischof der Evangelischen Landeskirche in Württemberg. Seine Mitgliedschaft im Landesbruderrat des Altpietistischen Gemeinschaftsverbandes sowie den Vorsitz der Deutschen Indianer Pionier Mission gab er mit Antritt seines Bischofsamtes zurück. 2011 trat er noch einmal als Mitunterzeichner eines offenen Briefes mehrerer Altbischöfe der evangelischen Landeskirchen, der sich deutlich gegen die Ordination von Pfarrern ausspricht, die in gleichgeschlechtlichen Partnerschaften leben, an die Öffentlichkeit. Die weiteren Unterzeichner waren Eduard Berger, Heinrich Herrmanns, Jürgen Johannesdotter, Werner Leich, Gerhard Müller, Theo Sorg und Ulrich Wilckens.
Er lehrt als Gastprofessor an der Staatsunabhängigen Theologischen Hochschule Basel in Riehen (Schweiz) und seit 1991 an der Evangelisch-Theologischen Fakultät in Heverlee/Löwen (Belgien). Er ist Vorstandsmitglied im Evangelischen Presseverband für Württemberg und im Arbeitskreis für evangelikale Theologie (AfeT) sowie Kuratoriumsmitglied des evangelikalen Vereins ProChrist und Mitglied des Hochschulrates der Internationalen Hochschule Liebenzell.

## Privates
Gerhard Maier ist verheiratet mit Gudrun Maier und Vater von vier Söhnen. Er lebt in Tübingen-Derendingen.

## Auszeichnungen
- 1991 erhielt er den Johann-Tobias-Beck-Preis.[7]
- 2004 Ehrenprofessorenwürde der Universität Galați (Rumänien), 7. Oktober 2004
- 2005 Verdienstmedaille des Landes Baden-Württemberg, 9. April 2005[8]
- 2016 Ehrendoktorwürde der Staatsunabhängigen Theologischen Hochschule Basel (STH)[9]

## Publikationen
- Mensch und freier Wille. Nach den jüdischen Religionsparteien zwischen Ben Sira und Paulus (= WUNT. Band 12). Mohr Siebeck, Tübingen 1971, ISBN 3-16-131971-0 (zugleich Dissertation).
- Das Ende der historisch-kritischen Methode. R. Brockhaus, Wuppertal 1974, ISBN 3-417-12901-X (5. Auflage 1984).
- Die Johannesoffenbarung und die Kirche (= WUNT. Band 25). Mohr Siebeck, Tübingen 1981, ISBN 3-16-144132-X.
- mit Helmut Burkhardt, Fritz Grünzweig, Fritz Laubach (Hrsg.): Das große Bibellexikon. 3 Bände, R. Brockhaus, Wuppertal/Zürich 1987–89, ISBN 3-417-24741-1 (2. Sonderausgabe 2009).
- Biblische Hermeneutik. R. Brockhaus, Wuppertal/Zürich 1990, ISBN 3-417-29355-3 (6. Auflage 2009).
- (Hrsg.:) Lexikon zur Bibel (ursprünglich hrsg. von Fritz Rienecker). R. Brockhaus, Wuppertal/Zürich 1994, ISBN 978-3-417-24678-0 (8. Auflage 2010).
- Er wird kommen. Was die Bibel über die Wiederkunft Jesu sagt. R. Brockhaus, Wuppertal 1995.
- Der Brief des Jakobus. Historisch-Theologische Auslegung. R. Brockhaus, Wuppertal 2004, ISBN 3-417-29722-2.
- Kirchenleitung durch das Wort. Predigten und Vorträge. Herausgegeben von Gudrun Bosch. Gesangbuchverlag, Stuttgart 2005, ISBN 3-931895-24-6.
- Die Offenbarung des Johannes. Historisch-Theologische Auslegung. 2 Bände, SCM R. Brockhaus, Witten 2009–2011, ISBN 978-3-417-29727-0 und ISBN 978-3-417-29728-7.
- Streiflichter meines Lebens. Ursprünglich sollte Gott gar nicht vorkommen (Autobiografie). SCM Hänssler, Holzgerlingen 2019, ISBN 978-3-7751-5915-9.
- Was kommt auf uns zu? Biblische Zukunftsperspektiven. SCM R. Brockhaus, Witten 2020, ISBN 978-3-417-25374-0.
- Wer zu mir kommt, den werde ich nicht abweisen. Das Buch zur Jahreslosung 2022. SCM R. Brockhaus, Witten 2021, ISBN 978-3-417-00005-4.

Reihen
- Mit Adolf Pohl Herausgeber der Neuen Wuppertaler Studienbibel, Altes Testament. R. Brockhaus (eigene Beiträge dort von 1980 bis 1998).
- Mehrere Bände der Edition-C-Bibelkommentare. Hänssler, Holzgerlingen 2007, ISBN 3-7751-3315-1.